# The Predator
The Predator – trzeci solowy album amerykańskiego rapera Ice’a Cube’a. Płyta zdobyła status podwójnej platynowej płyty. Pierwszym promującym ją singlem był słynny utwór It Was a Good Day, który został wykorzystany na ścieżce dźwiękowej gry GTA San Andreas, na ścieżce dźwiękowej gry znalazł się również remiks utworu Check Yo Self, który również pochodzi z The Predator. Do utworu Wicked powstały dwa covery, wykonane przez Nu metal'owe zespoły, KoRn i Limp Bizkit. Do dziś krążek uważany jest za klasyczny.

## Lista utworów
| Nr  | Tytuł utworu                           | Producent                    | Długość |
| --- | -------------------------------------- | ---------------------------- | ------- |
| 1.  | „The First Day of School (Intro)”      | Ice Cube                     | 1:20    |
| 2.  | „When Will They Shoot?”                | DJ Pooh • Bob Cat • Ice Cube | 4:36    |
| 3.  | „I'm Scared (Insert)”                  |                              | 1:32    |
| 4.  | „Wicked” (gość. Don Jagwarr)           | Torcha Chamba • Ice Cube     | 3:55    |
| 5.  | „Now I Gotta Wet 'Cha”                 | DJ Muggs                     | 4:03    |
| 6.  | „The Predator”                         | DJ Pooh                      | 4:03    |
| 7.  | „It Was a Good Day”                    | DJ Pooh                      | 4:19    |
| 8.  | „We Had to Tear This Mothafucka Up”    | DJ Muggs                     | 4:23    |
| 9.  | „Fuck 'Em (Insert)”                    | Sir Jinx                     | 2:02    |
| 10. | „Dirty Mack”                           | Mr. Woody                    | 4:34    |
| 11. | „Don't Trust 'Em”                      | Rashad • Ice Cube • DJ Pooh  | 4:06    |
| 12. | „Gangsta Fairytale 2” (gość. Lil Russ) | Pocketts • Ice Cube          | 3:19    |
| 13. | „Check Yo Self” (gość. Das EFX)        | DJ Muggs • Ice Cube          | 3:42    |
| 14. | „Who Got the Camera?”                  | Sir Jinx                     | 4:37    |
| 15. | „Integration (Insert)”                 | Ice Cube                     | 2:31    |
| 16. | „Say Hi to the Bad Guy”                | Sir Jinx                     | 3:19    |
|     |                                        |                              | 56:21   |

### Reedycja z 2003 roku (utwory bonusowe)
| Nr | Tytuł utworu                                          | Producent          | Długość |
| -- | ----------------------------------------------------- | ------------------ | ------- |
| 1. | „Check Yo Self ('The Message' Remix)” (gość. Das EFX) | Ice Cube • DJ Pooh | 3:54    |
| 2. | „It Was a Good Day (Remix)”                           | Ice Cube           | 4:36    |
| 3. | „24 Wit An L”                                         | Ice Cube           | 3:25    |
| 4. | „U Ain't Gonna Take My Life”                          | Mr. Woody          | 4:07    |
|    |                                                       |                    | 16:02   |